# Nytjärnen (Mora socken, Dalarna)
Nytjärnen är en sjö i Mora kommun i Dalarna och ingår i Dalälvens huvudavrinningsområde.